# Storia della tubercolosi

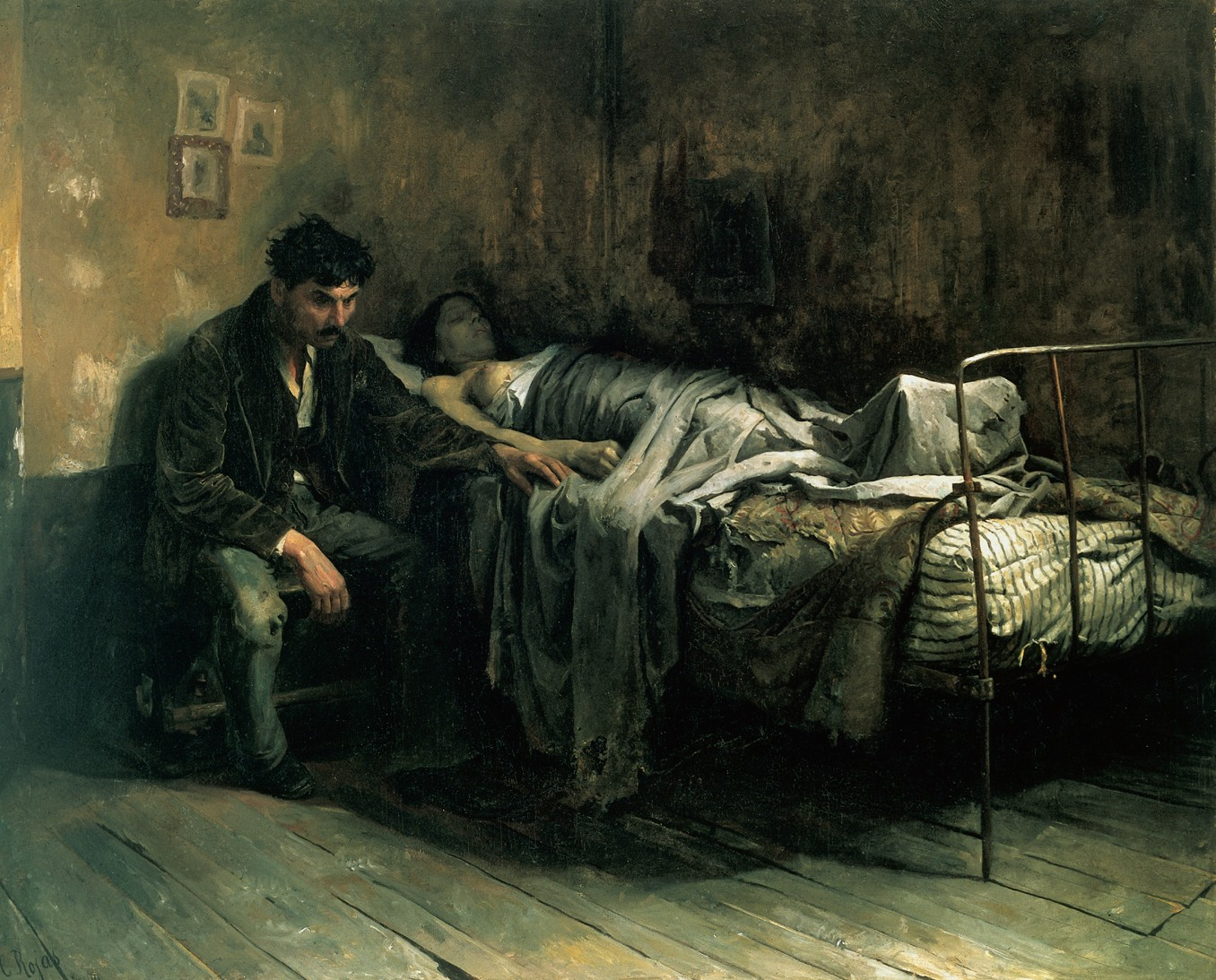
La Miseria di Cristóbal Rojas (1886). L'autore,affetto da tubercolosi, dipinge gli aspetti sociali della malattia, e la sua relazione con le condizioni di vita alla fine del diciannovesimo secolo.

Tisi, deperimento, scrofola, mal sottile, morbo di Pott, piaga bianca sono i termini che sono stati usati, nel corso della storia, per definire la tubercolosi. La sua esistenza si registra da 15000 o 20000 anni ed è generalmente accettato che il microrganismo causante prenda origine da altri organismi più primitivi dello stesso genere di micobatteri: si pensa infatti che, nella sua evoluzione, alcune specie del batterio siano state capaci di invadere animali ospiti. È il Mycobacterium bovis, il più antico della specie dei micobatteri che include anche il Mycobacterium tuberculosis complex, che colonizzò per primo gli animali. Il Mycobacterium bovis passò poi, con l'addomesticamento degli animali, all'uomo.
Già in alcune ossa del Neolitico è stata rinvenuta la presenza del batterio anche se l'incidenza e la diffusione sarebbero state note solo nel diciannovesimo secolo. Tuttavia, si stima che la tubercolosi abbia raggiunto il picco (considerando la percentuale della popolazione ammalata) tra la fine del diciottesimo secolo e il diciannovesimo.
Nel tempo, le varie culture del mondo assegnarono alla malattia nomi diversi: yoksma (India), phtisis (Grecia), consumptione (latino) e chaky oncay (inca), ognuno dei quali riporta all'effetto di “seccare” e “consumare” della malattia, cachessia (stato di grave deperimento organico). Il suo alto tasso di mortalità tra gli adulti di età media e l'avvento del Romanticismo, che impose i pensieri sulla ragione, portò molti a riferirsi alla tubercolosi come la “malattia romantica”.

## Diversi nomi per una stessa malattia

### Tisi
Il termine tisi (phtisis) è apparso inizialmente nella letteratura greca intorno al 460 a.C. Ippocrate identificò la malattia come la causa più comune di malattia del tempo. Egli dichiarò che erano di solito colpiti gli individui tra i 18 e i 35 anni e che era quasi sempre fatale, portandolo anche a proibire ai medici di visitare le vittime della malattia per proteggere la loro reputazione. Anche se Aristotele pensava che la malattia fosse contagiosa, molti dei suoi contemporanei la ritenevano ereditaria. Galeno, il più eminente medico greco dopo Ippocrate, definiva la tisi come l'“ulcera dei polmoni, torace, gola, accompagnata da tosse, febbre e la distruzione del corpo da parte del pus”.

### La Peste Bianca
L'epidemia di tubercolosi in Europa, che probabilmente iniziò nel diciassettesimo secolo e che durò duecento anni, era nota come la Grande Peste Bianca. Nel 1650 la tubercolosi era la principale causa di morte e morire di tubercolosi era considerato inevitabile. L'alta densità della popolazione e le condizioni sanitarie indigenti che caratterizzavano molte città dell'Europa e del Nord America crearono un ambiente idoneo alla diffusione del morbo.

## La tubercolosi nella prima civilizzazione
La prima evidenza dell'infezione nell'uomo fu trovata in un cimitero vicino a Heidelberg, in alcune ossa del Neolitico che mostravano il tipo di angolazione spesso vista nella tubercolosi spinale. Alcuni autori chiamano tubercolosi la prima malattia conosciuta dal genere umano.
Segni della malattia sono stati inoltre trovati nelle mummie egiziane datate tra il 3000 e il 2400 a.C.
Il caso più convincente fu rinvenuto nella mummia del sacerdote Nesperehen, scoperto da Grebart nel 1881, che mostra evidenze di tubercolosi spinale con il caratteristico ascesso del muscolo ileopsoas.
Caratteri simili sono stati scoperti su altre mummie come quelle del sacerdote Philoc e tra i cimiteri di Tebe.
Sembra probabile che Akhenaten e sua moglie Nefertiti morirono entrambi di tubercolosi, e alcune prove indicano che esistevano in Egitto, già nel 1500 a.C. ospedali per la tubercolosi
I Papiri di Ebers, un importante trattato di medicina egizia del 1550 a.C., descrivono una tubercolosi polmonare associata a linfonodi cervicali. Si raccomandava di curarla con l'incisione chirurgica della cisti e l'applicazione di un miscuglio di acacia seyal, piselli, frutti, sangue di animali e di insetti, miele e sale.
L'Antico Testamento nomina una malattia “consuntiva” che colpiva gli ebrei se si allontanavano da Dio. Tale malattia viene elencata fra le maledizioni date prima di entrare nella terra di Israele.

## L'Est

### India Antica
Il primo riferimento alla tubercolosi nella civiltà asiatica si trova nei Veda. Il più antico (Rigveda, 1500 a.C.) chiama la malattia yaksma. L'Atharvaveda la chiama con un altro nome: balasa. Nel tharvaveda ritroviamo invece la prima descrizione della scrofola. Lo Sushruta Samhta, scritto nel 600 a.C., raccomanda che la malattia sia trattata con latte materno, varia carne, alcool e riposo. La Yajurveda consiglia ai sofferenti di spostarsi verso le alte altitudini.
Il Manu Smriti, scritto intorno al 1500 a.C., dichiara che i sofferenti di uaksma sono impuri e proibisce ai Brahmans di sposarsi con donne che hanno una storia famigliare di tubercolosi.

### Cina antica
Il primo riferimento alla tubercolosi nella letteratura cinese appare in un testo medico scritto dall'Imperatore cinese Shennong (2700 a.C.) . Un suo parente, l'Imperatore Giallo, scrisse Huangdi Neijing, un altro classico testo di medicina cinese, nel quale egli descrive xulao bing (malattia debole distruttiva), che si pensa fosse tubercolosi. Egli descrive i seguenti sintomi: persistenza della tosse, aspetto anormale, febbre, pulsazioni deboli, tachicardia, costrizione toracica e fiato corto.

## Antichità classica

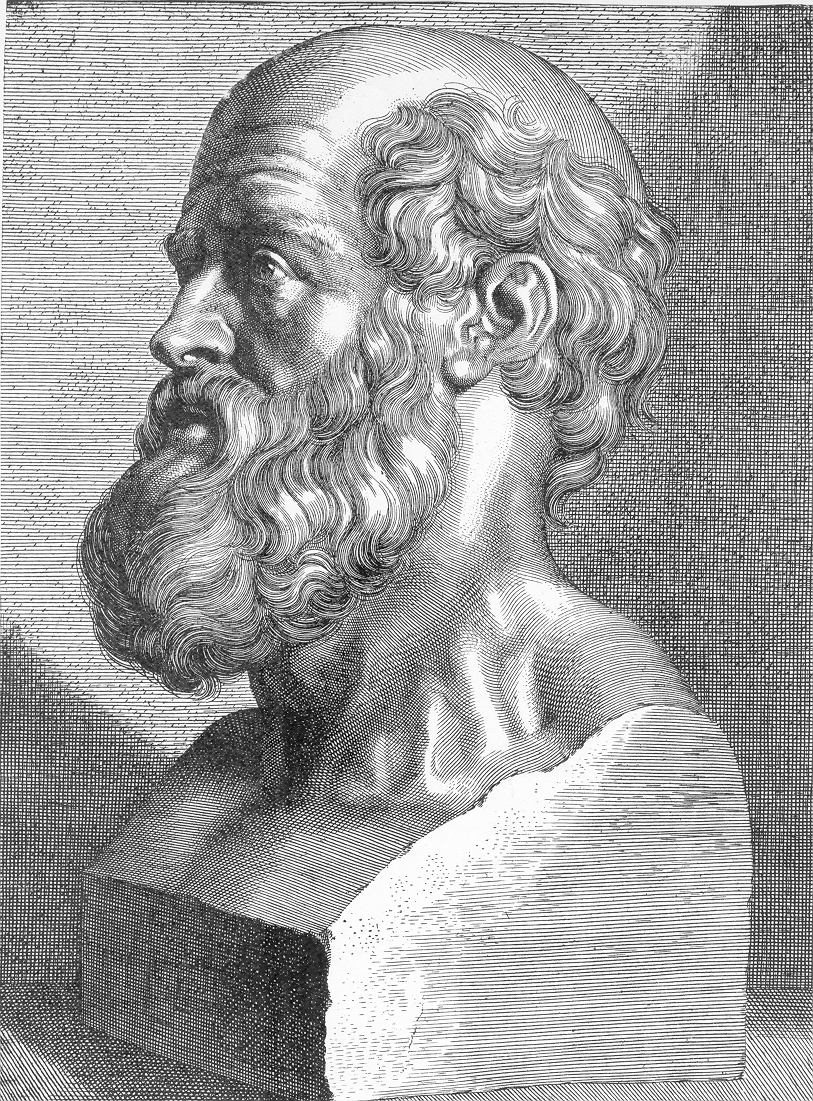
Hippocrates.

### Ippocrate
Il primo testo classico che nomina la malattia sono le Storie di Erodoto nelle quali egli racconta come i generali di Serse abbandonarono la campagna contro gli Spartani per la tubercolosi.
Ippocrate, nel libro 1 del suo “Le epidemie” descrive le caratteristiche della malattia: febbre, urine incolore, tosse che porta ad uno sputo denso, perdita della sete e dell'appetito. Egli nota che molti dei malati impazziscono prima di soccombere per la malattia.
Ippocrate e molti altri del tempo credevano che la Tisi fosse ereditaria. Curiosamente, un'importante figura che dissentì con la natura ereditaria della tisi fu Aristotele, che riteneva fosse contagiosa.
Plinio il Giovane scrisse una lettera a Prisco nella quale descriveva i sintomi della tisi come li aveva visti in Fannia:
(Plinio il Giovane, lettera VII,19)
Galeno propose una serie di trattamenti terapeutici per la malattia: oppio per dormire e per calmare il dolore; salasso; una dieta a base di acqua, pesce e frutta. Egli descrive il tumore dei polmoni, che si pensa corrisponda ai tubercoli che si formano nei polmoni durante la malattia.
Vitruvio annotò che “freddo nella trachea, tosse, pleurite, tisi, ed emoftoe, fossero malattie comuni nelle regioni dove il vento soffia da nord a nord ovest, e consigliò che i muri fossero costruiti in modo da proteggere gli individui dai venti.
Areteo di Cappadocia fu la prima persona a descrivere rigorosamente, nel testo “De causis et signis diuturnorum morborum", i sintomi della malattia:
(De causis et signis diuturnorum morborum)
Nell'altro suo libro De curatione diuturnorum morborum, consiglia ai malati di viaggiare verso le elevate altitudini, viaggiare per mare, una buona dieta e bere molto latte.

## America pre-colombiana
Nel Sud America, la prima evidenza della malattia si trova nella cultura Arawak intorno al 1050 a.C., tuttavia la scoperta più significativa appartiene alla mummia di un figlio di Nascan di 8-10 anni da Hacienda Agua Sala, risalente al 700 CE dove gli scienziati furono capaci di isolare la presenza del bacillo.

## Europa: Medioevo e Rinascimento

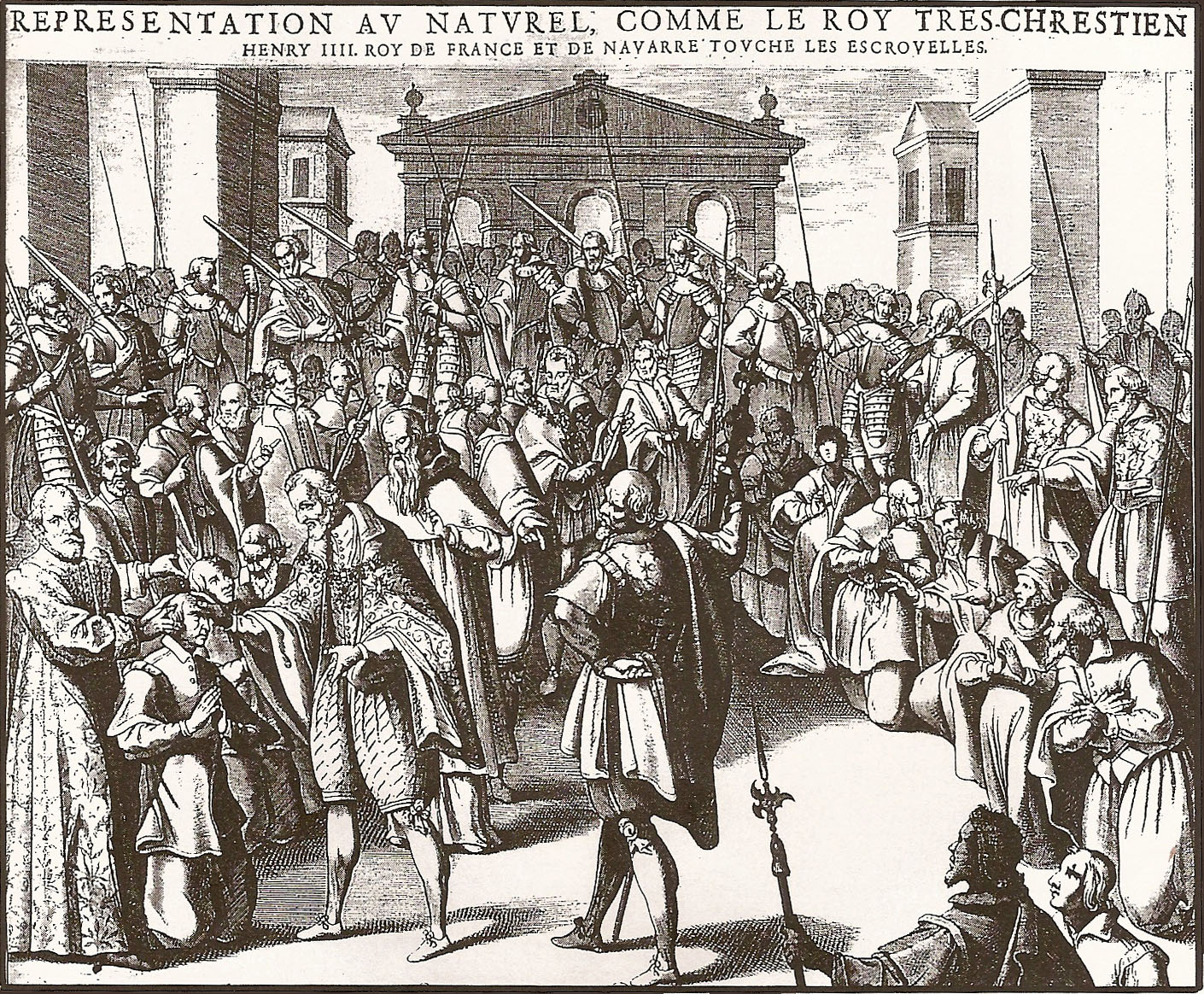
Enrico IV di Francia mentre tocca numerosi malati durante la cerimonia del "tocco reale". La didascalia originale cita: Des mirabili strumas sanandi vi solis Galliae regibus christianissimis divinitus concessa liber unus.

Durante il Medioevo, non fu fatto alcun progresso significativo riguardo alla tubercolosi. Avicenna e Rhazes continuarono a pensare che la malattia fosse contagiosa e difficile da curare.
Arnaldo da Villanova descrisse la teoria eziopatogenica legata direttamente a quella di Ippocrate, nella quale un umore freddo gocciolava dalla testa ai polmoni.
Nell'Ungheria medioevale uno scritto tratto da uno dei processi dell'inquisizione del dodicesimo secolo conteneva un'estesa spiegazione delle cause della malattia. Il pagano giudicato affermava che la tubercolosi fosse prodotta quando un demone con sembianze di un cane occupava il corpo di una persona e cominciava a mangiare i suoi polmoni. Quando la persona posseduta tossiva, allora il demone stava abbaiando, e avvicinandosi al suo obiettivo, uccideva la vittima.

### Tocco reale
Con la diffusione della Cristianità, i monarchi erano visti come una figura religiosa con poteri magici e curativi. Si credeva che il Tocco Reale, il tocco del sovrano di Inghilterra o di Francia, potesse curare malattie per il suo diritto divino alla sovranità. Il re Enrico IV di Francia di solito praticava il rito una volta alla settimana, dopo aver preso la comunione. La pratica della guarigione reale era così comune in Francia, che la scrofola fu conosciuta come il “mal du roi” o “king's Evil”: mal di re.
Inizialmente, la cerimonia del tocco era un processo informale. Gli individui malati potevano chiedere alla corte il tocco reale e il tocco veniva eseguito non appena era possibile per il re. A volte, il re di Francia poteva toccare i malati durante la sua passeggiata regale. Il rapido diffondersi della tubercolosi in Francia ed in Inghilterra, comunque, fece sì che il processo del tocco fosse più formale ed efficiente. I manifesti indicanti i giorni e i tempi in cui il sovrano era disponibile per il tocco reale venivano esposti regolarmente sin dal tempo di Luigi XIV di Francia; come supporto caritatevole veniva distribuito denaro anche se con parsimonia. In Inghilterra, il processo era estremamente formale ed efficiente. Nel 1633, il Book of Common Prayer della chiesa Anglicana conteneva la cerimonia del “royal touch” (tocco reale). Il monarca (re o regina), sedendo su un trono a baldacchino, toccava gli individui malati, e poi consegnava loro una moneta, di solito un “angel”, una moneta d'oro il cui valore variava da 6 a circa 10 scellini – premendolo contro il collo malato.
Macbeth di Shakespeare descrive la procedura abbastanza accuratamente:
All swoln and ulcerous, pitiful to the eye

The mere despair of surgery, he cures,

Hanging a golden stamp about their necks,

Put on with holy prayers: and 'tis spoken,

To the succeeding royalty he leaves

The healing benediction»
(Macbeth, Act 4, Scene 3, 171-7)
Anche se la cerimonia non aveva valore medico, i membri della corte reale spesso propagandavano che coloro che ricevevano il Tocco Reale guarivano miracolosamente. Andrè du Laurens, l'anziano medico di Enrico IV, pubblicizzò i risultati dicendo che almeno la metà di coloro che ricevevano il tocco reale guarivano in pochi giorni. Il tocco reale rimase popolare nel XVIII secolo. I registri parrocchiali dell'Oxfordshire in Inghilterra non includono solo registrazioni di battesimi, matrimoni e morti ma anche di coloro che avevano diritto al tocco reale.

### Contagio
Girolamo Fracastoro divenne la prima persona a proporre, nella sua opera De contagione, che la tisi fosse trasmessa da un virus invisibile. Tra le sue asserzioni c'era quella che il virus poteva sopravvivere per due o tre anni sui vestiti di coloro che soffrivano della malattia e che era di solito trasmesso con il contatto diretto o con i fluidi liberati dall'infetto, che egli chiamava “fomes”. Egli notò che la tisi poteva essere contratta senza diretto contatto o fomes, ma non capiva come la malattia si propagasse a distanza.

### Il processo tartarico di Paracelso
Paracelso avanzò l'idea che la tubercolosi fosse causata da un mal funzionamento di un organo intero. Quando questo accadeva ai polmoni, si sviluppavano precipitati pietrosi che causavano la tubercolosi in un processo chiamato “tartarico”.

## Diciassettesimo e diciottesimo secolo
Franciscus Sylvius cominciò a distinguere le varie forme di tubercolosi (polmonare, gangliare). Fu la prima persona a riconoscere che le ulcere della pelle causate dalla scrofola erano simili ai tubercoli visti nella tisi, osservando, nel suo libro Opera Medica pubblicato postumo nel 1679, che “la tisi è la scrofola dei polmoni”. Nello stesso periodo, Thomas Willis concluse che tutte le malattie del torace portavano, nel tempo, al lento deperimento tipico della tisi. Willis non conosceva la causa esatta della malattia ma l'attribuiva allo zucchero o ad una acidità del sangue.
Richard Morton pubblicò, nel 1689, Phtisiologia, seu exercitationes de phtisi tribus libris comprehensae, nel quale sottolineava che la vera causa della malattia erano i tubercoli. La malattia in quel tempo era così comune che Morton si dice abbia detto “ io non ho visto quasi nessuno, almeno dopo che sia entrato nel fiore della giovinezza, che sia morto senza essere toccato dalla tubercolosi” .
Nel 1720 Benjamin Marten propose nel A new theory of consumptions more especially of phtisis or consumption of the lungs che la causa della tubercolosi fosse un tipo di “animalcula”- esseri viventi microscopici capaci di sopravvivere in un nuovo corpo (simili a quelli descritti da Anton van Leeuwenhoek nel 1695). La teoria fu completamente rigettata e ci vollero 162 anni prima che Robert Koch dimostrasse che tutto ciò era vero.
Nel 1768, Robert Whytt diede la prima descrizione clinica della tubercolosi delle meningi e nel 1779, Percivall Pott, un chirurgo inglese, descrisse le lesioni vertebrali che portano il suo nome . Nel 1761, Joseph Leopold Auenbrugger, un medico austriaco, sviluppò il metodo della percussione per la diagnosi della tubercolosi, un metodo riscoperto qualche anno dopo nel 1797 dal francese Jean-Nicolas Corvisart. Dopo averlo trovato utile, Corvisart lo rese subito disponibile alla comunità accademica traducendolo in francese.
William Stark propose che i tubercoli polmonari potessero eventualmente evolvere in ulcere e cavità, credendo che le diverse forme della tubercolosi fossero semplicemente diverse manifestazioni della stessa malattia. Sfortunatamente, Stark morì all'età di vent'anni (mentre studiava lo scorbuto) e le sue osservazioni furono sottovalutate. Nel suo "Systematik de speziellen pathologie und therapie", J.L. Schonlein, professore di medicina a Zurigo, propose che la parola “tubercolosi” venisse usata per descrivere la malattia dei tubercoli.
L'incidenza della tubercolosi aumentò progressivamente durante il Medioevo e il Rinascimento, prendendo il posto della lebbra, raggiungendo il picco tra il diciottesimo e il diciannovesimo secolo quando i lavoratori dei campi si trasferirono, per cercare lavoro, nelle città. Quando rese pubblici i suoi studi nel 1808, William Woolcombe fu sorpreso della prevalenza della tubercolosi nell'Inghilterra del XVIII secolo. Delle 1571 morti nella città inglese di Bristol tra il 1790 e il 1796, 683 erano per tubercolosi. Città remote, inizialmente immuni dalla malattia, pian piano cedettero. Le morti per tubercolosi nel villaggio di Holycross nello Shropshire tra il 1750 e il 1759 erano 1 su 6, dieci anni dopo, 1 su 3. Nella metropoli di Londra, all'inizio del XVIII secolo, 1 su 7 moriva di tubercolosi, dal 1750 questa proporzione aumentò a 1 su 5,25 e arrivò fino a 1 su 4,2 alla fine del secolo. La Rivoluzione Industriale con la povertà e il sudiciume creò il clima ideale per la propagazione della malattia.

## Diciannovesimo secolo

### Una malattia romantica
(George Sand in una lettera a Madame d'Agoult)

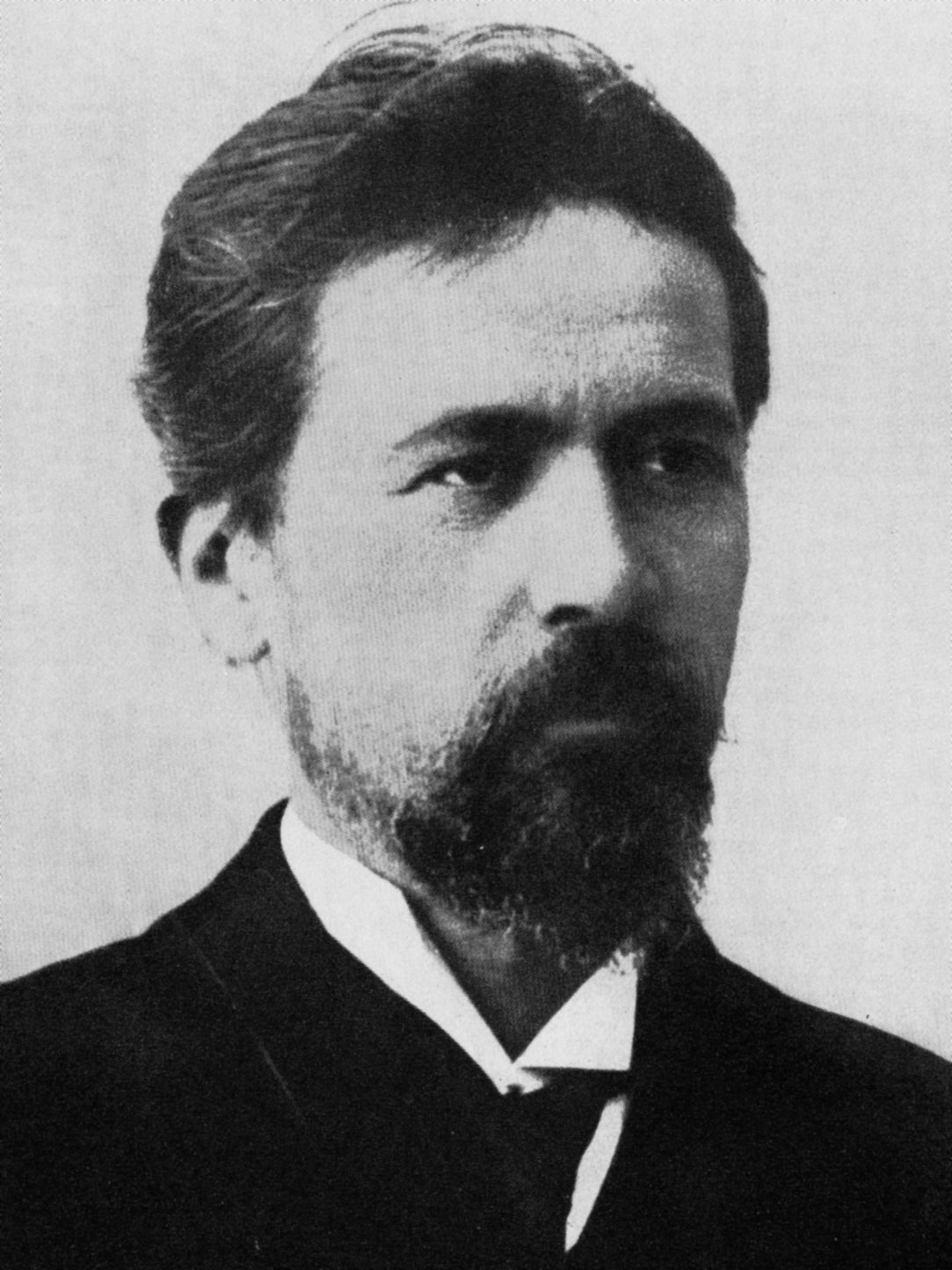
Lo scrittore russo Anton Chekhov, morto di tubercolosi nel 1904

Durante questo secolo la tubercolosi fu soprannominata la Piaga Bianca, male di vivere, e male del secolo. Era vista come una “malattia romantica”. Si pensava che soffrire di tubercolosi concedesse al malato una sensibilità nascosta. La lenta progressione della malattia permetteva una “buona morte” consentendo alle vittime di mettere ordine nei loro affari. La malattia cominciò a rappresentare la purezza spirituale e la salute terrena, portando molte giovani donne del ceto alto a impallidire volutamente il loro viso per avere un aspetto malato. Il poeta britannico Lord Byron scrisse nel 1828: "Mi piacerebbe morire di tubercolosi”, aiutando a far divenire popolare questa malattia come la malattia degli artisti. George Sand amava ciecamente il suo “tisico” amante, Fryderyk Chopin, lo chiamò il suo “povero melanconico angelo”.
In Francia, furono pubblicate almeno cinque novelle in cui si narravano gli ideali della tubercolosi: La signora delle camelie di Dumas figlio, Scene de la vie de bohème di Murger, Les miserables di Victor Hugo, Madame Gervaisais e Germinie Lacerteux dei fratelli Goncourt e L'aiglon di Edmond Rostand. In letteratura la prospettiva della malattia spirituale e che redime continuò (nel 2001 il film Moulin Rouge! basato in parte su La traviata, che a sua volta è basato su La signora delle camelie) anche dopo che furono accumulate conoscenze mediche della malattia.

### Il progresso scientifico
Alla fine del diciannovesimo secolo, molte grandi svolte diedero speranza che una causa e una cura potessero essere trovate.
Uno dei medici più importanti impegnato nello studio della tubercolosi era René Laennec, che morì per la malattia a 45 anni, dopo aver contratto la tubercolosi mentre studiava pazienti contagiosi e corpi infetti. Laennec inventò lo stetoscopio che usò per avvalorare le sue scoperte dell'auscultazione e provare la corrispondenza tra le lesioni polmonari trovate nei polmoni dei pazienti soggetti ad autopsia ed i sintomi respiratori visti nei pazienti vivi. Il suo lavoro più importante fu il "Trattato dell'auscultazione mediata" che elencava le sue scoperte sull'utilità dell'auscultazione polmonare nella diagnosi della tubercolosi. Nel 1821 il suo libro fu tradotto in inglese da John Forbes; rappresenta l'inizio della conoscenza scientifica moderna della tubercolosi. Laennec fu nominato presidente dell'Hôpital Necker nel settembre 1816 ed è oggi considerato il più grande clinico francese.

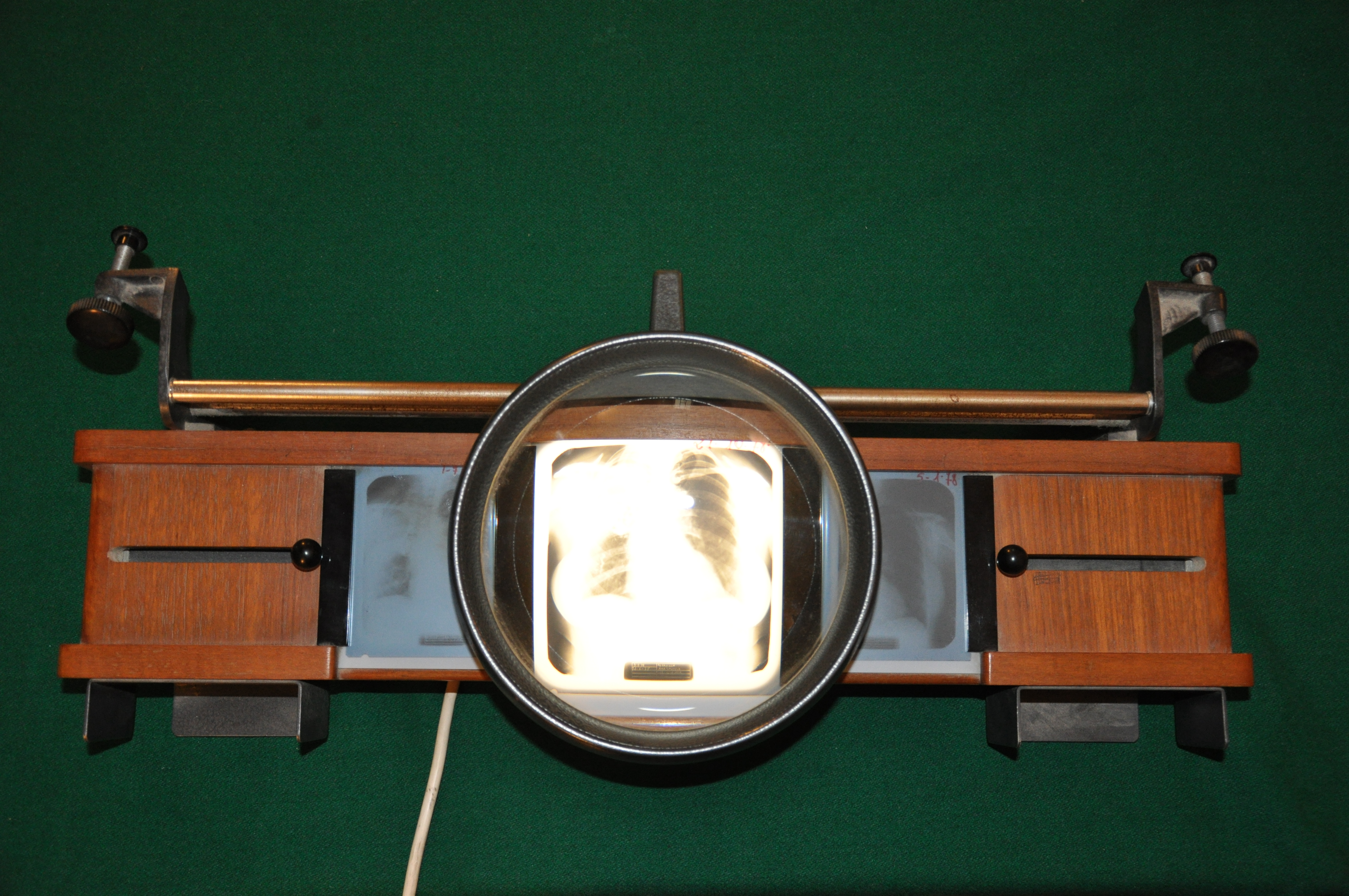
Lettore di radiografie. Apparecchio per visualizzare le piccole radiografie. Permetteva di paragonare, ingrandendole con una lente, tre radiografie contemporaneamente.

Le scoperte di Laennec misero lo stesso clinico in contatto con l'avanguardia delle istituzioni mediche francesi, incluso Pierre Charles Alexandre Louis. Quest'ultimo continuerà a usare metodi statistici per valutare i diversi aspetti della progressione della malattia, l'efficacia delle varie terapie e la suscettibilità individuale, pubblicando un articolo negli “Annali di Igiene Pubblica” intitolato “Note sulla frequenza relativa di tisi nei due sessi”. Un altro buon amico e collega di Laennaec, Gaspard Loaurent Bayle, pubblicò un articolo nel 1810 intitolato "Ricerche sulla tisi polmonare", nel quale divise la tisi in sei tipi: tisi tubercolare, tisi ghiandolare, tisi ulcerosa, tisi con melanosi, tisi con calcoli, e tisi cancerosa. Egli basò le sue scoperte su più di 900 autopsie.
Nel 1869, Jean Antoine Villemin dimostrò che la malattia era in realtà contagiosa, conducendo un esperimento nel quale materiale tubercolare da un cadavere umano veniva iniettato in conigli di laboratorio, che così divennero infetti.
Il 24 marzo 1882, Robert Koch rivelò che la malattia era causata da un agente infettante. Nel 1895, Wilhelm Roentgen scoprì i raggi X, che permisero ai medici di diagnosticare e seguire le tracce del progresso della malattia, e anche se un efficace trattamento medico non ci sarebbe stato per altri 50 anni, l'incidenza e la mortalità della tubercolosi cominciarono a diminuire.
| Anno | Popolazione   | Morti/Anno/1000 persone | Morti/Anno/1000 persone |
| Anno | Popolazione   | Bianchi                 | Neri                    |
| ---- | ------------- | ----------------------- | ----------------------- |
| 1821 | New York City | 5,3                     | 9,6                     |
| 1830 | New York City | 4,4                     | 12,0                    |
| 1844 | New York City | 3,6                     | 8,2                     |
| 1849 | New Orleans   | 4,9                     | 5,2                     |
| 1855 | New York City | 3,1                     | 12,0                    |
| 1860 | New York City | 2,4                     | 6,7                     |
| 1865 | New York City | 2,8                     | 6,7                     |
| 1880 | New Orleans   | 3,3                     | 6,0                     |
| 1890 | New Orleans   | 2,5                     | 5,9                     |

### Robert Koch

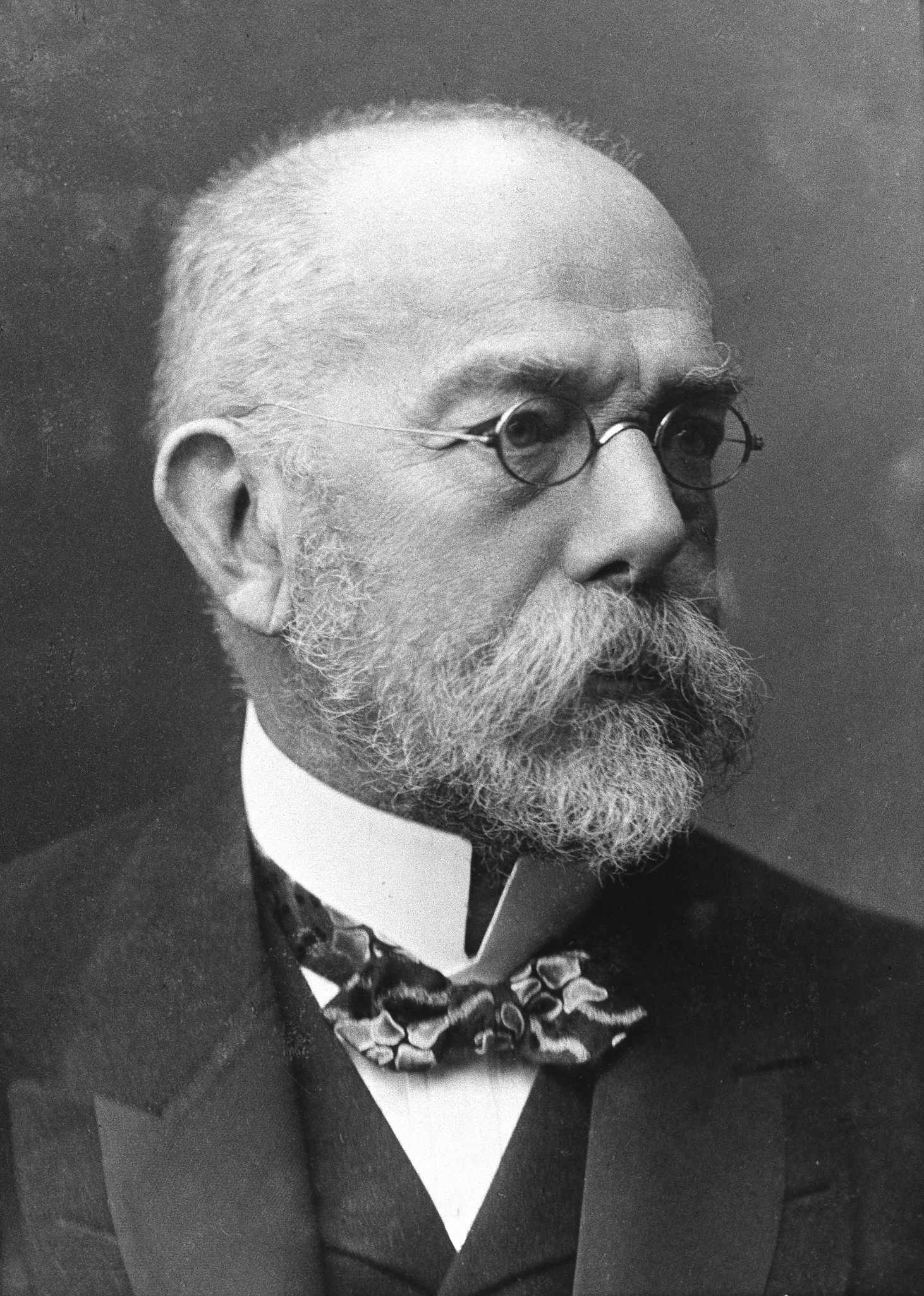
Robert Koch, medico prussiano, scoprì la causa della tubercolosi.

L'esperimento di Villemin confermò la natura contagiosa della malattia e costrinse la comunità scientifica ad accettare il fatto che la tubercolosi fosse una malattia infettiva, trasmessa da alcuni agenti eziologici di origine sconosciuta. Nel 1882, un medico della Prussia, Robert Koch, utilizzò un nuovo metodo di colorazione e lo applicò all'espettorato del paziente con tubercolosi, rivelando per la prima volta l'agente causale della malattia: il Mycobacterium tuberculosis o bacillo di Koch.
Quando Koch iniziò la sua ricerca conosceva già il lavoro di Villemin e di altri che avevano continuato i suoi esperimenti come Julius Conheim e Carl Salmosen. Egli ebbe inoltre accesso al “reparto tisi” del Berlin Charitè Hospital. Prima di confrontarsi con il problema della tubercolosi, lavorò con la malattia causata dall'antrace e scoprì l'agente che la causava: il Bacillus anthracis. Durante la sua prima ricerca divenne amico di Ferdinando Cohn, il direttore dell'Institute of Vegetabel Physiology ed insieme lavorarono per sviluppare metodi di coltura di campioni di tessuto. Il 18 agosto 1881, mentre macchiava il materiale tubercolotico con il blu di metilene, notò strutture rettangolari, ma non fu capace di dire se fosse solo un effetto del solo colore. Per aumentare il contrasto, decise di aggiungere il marrone di Bismarck, dopo di ciò le strutture divennero brillanti e trasparenti. Migliorò la tecnica variando le concentrazioni di alcali nella soluzione per colorare fino a che non furono create le condizioni ideali per vedere i bacilli.
Dopo numerosi tentativi fu capace di incubare i batteri in siero di sangue coagulato a 37 gradi Celsius. Poi inoculò con i batteri i conigli di laboratorio e osservò che morivano presentando i sintomi della tubercolosi. Dimostrò così che il bacillo, che chiamò bacillus tuberculosis, era in effetti la causa della tubercolosi.
Il 24 marzo 1882, durante una famosa conferenza intitolata Uber Tuberculose alla Società di Fisiologia di Berlino, rese pubblici i suoi risultati. Questi furono pubblicati tre settimane dopo. Dal 1982 il 24 marzo fu indicata come la Giornata Mondiale della tubercolosi.
Il 20 aprile 1882, Koch presentò un articolo intitolato "L'eziologia della tubercolosi" nel quale dimostrò che il Mycobacterium era l'unica causa della tubercolosi in tutte le sue forme.
Nel 1890 Koch sviluppò la tubercolina, una proteina purificata derivata dal batterio che però non aveva potere immunizzante. Ma nel 1908 Charles Mantoux dimostrò che la tubercolina poteva essere un efficace test intradermico per la diagnosi della tubercolosi.
(Die Ätiologie der Tuberculose)

### Il movimento dei sanatori
Il progresso scientifico sulla tubercolosi e la sua natura contagiosa creò la necessità di istituzioni per ospitare gli ammalati.

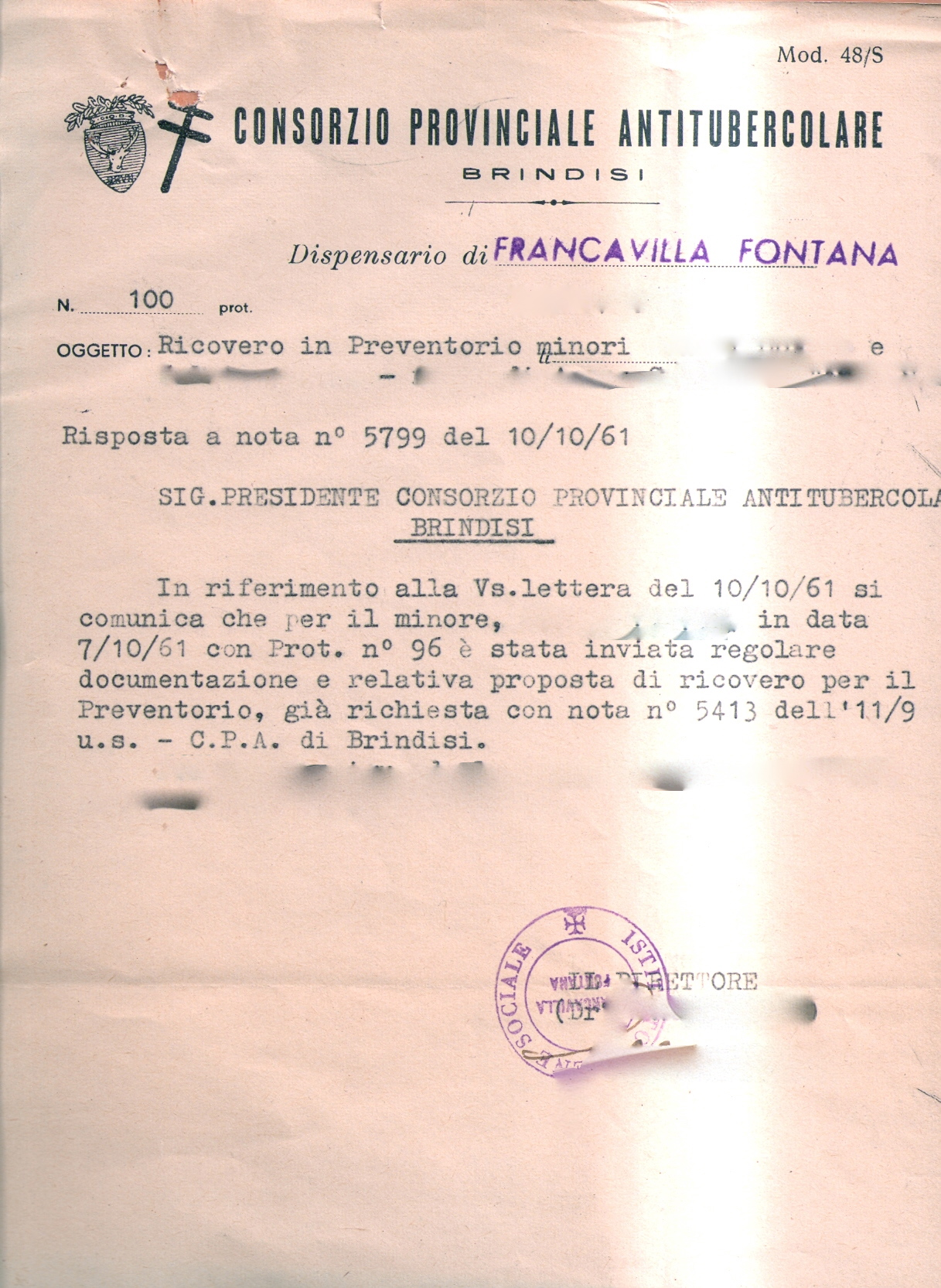
Proposta di ricovero presso Preventorio Minori.

Il primo progetto per una struttura che ospitasse gli ammalati di tubercolosi fu disegnato nel 1840 da George Bodington intitolato "An essay on the treatment and cure of pulmonary consumption, on principles natural, rational and successful". In questo scritto propose un programma di dieta, riposo e cure mediche per un ospedale che pensava di trovare a Maney. Ma il suo progetto subì numerosi attacchi da parte di esperti medici, specialmente con articoli pubblicati su The Lancet che riuscirono a screditare Bodington e lui tornò a occuparsi del ricovero dei malati di mente.
Nello stesso periodo negli Stati Uniti, tra la fine di ottobre e l'inizio di novembre del 1842 il dottor John Croghan, il proprietario di Mammoth Cave, portò 15 malati di tubercolosi nella cava con la speranza di curare la malattia con la temperatura costante e la purezza dell'aria della cava. I pazienti furono alloggiati in capanne di pietra, ed ognuno fu fornito di un servo nero per portare il cibo. Un paziente, A.H.P.Anderson, scrisse un'entusiastica recensione sull'esperienza della cava.
(A.H.P. Anderson)
Tra la fine di gennaio e l'inizio di febbraio del 1843, due pazienti morirono e i restanti andarono via: tra questi alcuni morirono nelle tre settimane successive; John Croghan morì di tubercolosi a Louisville nel 1849.
Hermann Brehmer, un medico tedesco, era convinto che la tubercolosi nascesse dalla difficoltà del cuore di irrorare correttamente i polmoni. Per questo propose che le regioni sopra il livello del mare, dove la pressione atmosferica è minore, potevano aiutare meglio la funzione del cuore. Con l'incoraggiamento dell'esploratore Alexander von Humboldt e il suo insegnante J.L Schonlein, il primo sanatorio anti tubercolare fu istituito nel 1854, a Gorbersdorf, a 650 metri sul livello del mare. Tre anni dopo pubblicò le sue scoperte in un saggio "Die chronische Lungenschwindsucht und Tuberkulose der Lunge. Ihre Ursache und ihre Heilung".
Brehmer e uno dei suoi pazienti, Peter Dettwailer, divennero propositori del movimento dei sanatori che nel 1877 cominciarono a diffondersi oltre la Germania e attraverso l'Europa. Nel 1855 Edward L. Trudeau fondò l'Adirondack Cottage Sanitarium, il primo sanatorio della tubercolosi negli Stati Uniti, al Saranac Lake, New York. Peter Dettweiler continuò fondando il suo sanatorio a Falkenstein nel 1877 e nel 1886 pubblicò le sue conclusioni affermando che 132 dei suoi 1022 pazienti, dopo aver soggiornato nell'istituzione, erano guariti. I sanatori poi cominciarono a comparire anche vicino alle grandi città e a basse altitudini, come il Sharon Sanatorium nel 1890 vicino a Boston.
I sanatori non erano l'unica struttura per il trattamento della tubercolosi. Cliniche specializzate cominciarono a svilupparsi nelle più grandi aree metropolitane. Sir Robert Philip fondò il Royal Victoria Dispensary for Consumption ad Edimburgo nel 1887. Dispensari furono creati come speciali sanatori per i casi di tubercolosi primaria e ne furono aperti altri per gli individui meno abbienti. L'uso dei dispensari per trattare gli individui di classi medie e basse nelle maggiori aree metropolitane e il coordinamento tra i vari livelli di programmi per la salute come ospedali, sanatori e colonie per tubercolosi vennero conosciute come l'“Edinburgh anti-tuberculosis scheme”.

## Ventesimo secolo

### Il controllo della tubercolosi
All'inizio del ventesimo secolo, la tubercolosi era uno dei problemi di salute più urgenti del Regno Unito.
Nel 1901 fu costituita una commissione denominata "The Royal Commission appointed to inquire into relations of human and animal tubercolosis". Il suo scopo era scoprire se la tubercolosi negli animali e nell'uomo fosse la stessa malattia, e se gli animali e l'uomo potessero infettarsi a vicenda. Dal 1919 la commissione divenne il "Medical Research Council" del Regno Unito.
Nel 1902 fu convocata a Berlino la Conferenza Internazionale sulla Tubercolosi. Tra tanti provvedimenti, la conferenza propose la Croce di Lorena come simbolo internazionale della lotta contro la tubercolosi. Campagne nazionali si svilupparono in Europa (anche in Italia) e negli Stati Uniti per sconfiggere la continua diffusione della tubercolosi.
Da quando fu provato nel 1880 che la malattia era contagiosa, la tubercolosi divenne una malattia conosciuta e le persone infette furono costrette ad entrare nei sanatori che sembravano prigioni; anche se i sanatori per le classi media e alta offrivano cure eccellenti e costante attenzione medica. Nonostante i benefici dell'aria fresca e del lavoro nei sanatori, anche sotto le migliori condizioni, il 50% di coloro che entravano morivano in cinque anni (1916).
La promozione di vendite di Natale, con lo scopo di raccogliere fondi per i programmi contro la tubercolosi, cominciò in Danimarca durante il 1904. Si diffuse nel 1907 agli Stati Uniti e nel 1908 al Canada per aiutare la "National Tuberculosis Association" (più tardi chiamata "American Lung Association").
Negli Stati Uniti, la questione della diffusione della tubercolosi giocò un ruolo importante nel movimento di proibizione dello sputo pubblico eccetto che nelle sputacchiere.

### I Consorzi Provinciali Antitubercolari (CPA) in Italia
Anche in Italia, visto il diffondersi della tubercolosi, si cercarono nuove strade per il suo contenimento. Su iniziativa del medico Gaetano Ronzoni fu istituito il Consorzio Provinciale Antitubercolare. Facevano parte obbligatoriamente del consorzio la Provincia, i Comuni e gli enti pubblici che in tutto e in parte svolgevano azione antitubercolare.

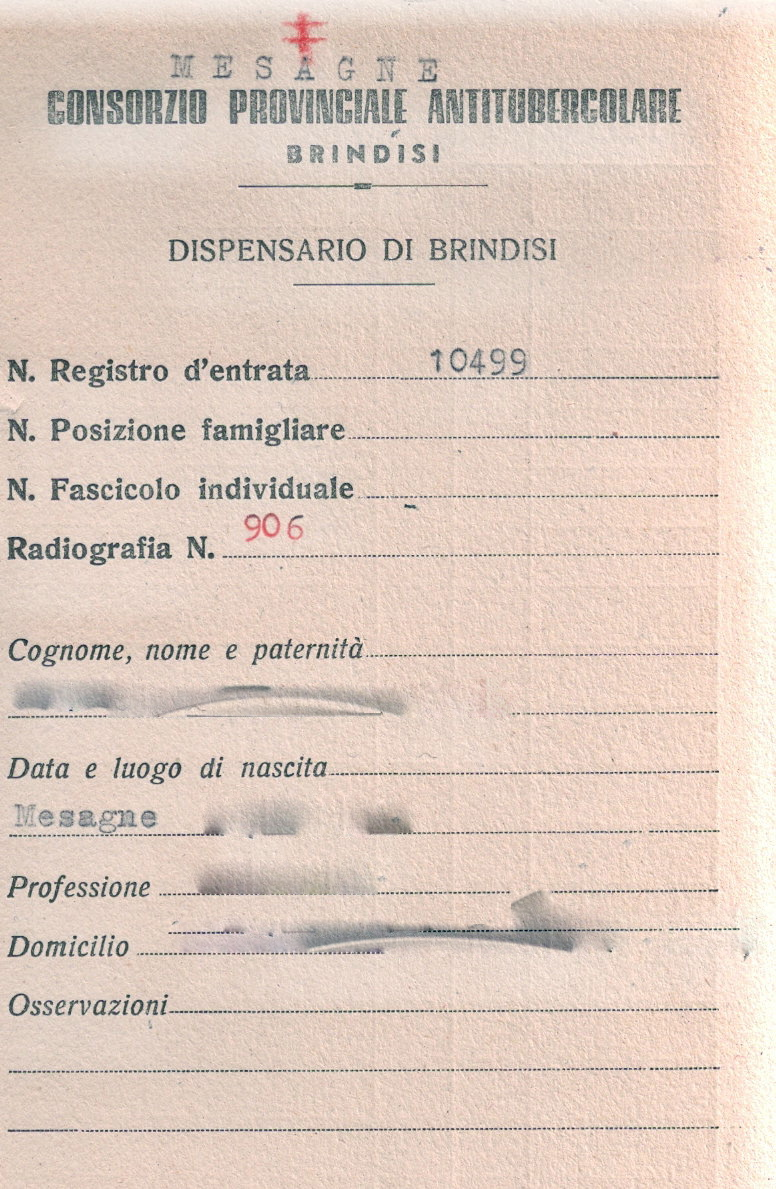
Schedino anagrafico CPA. Scheda di archiviazione anagrafica del Consorzio Provinciale Antitubercolare di Brindisi.

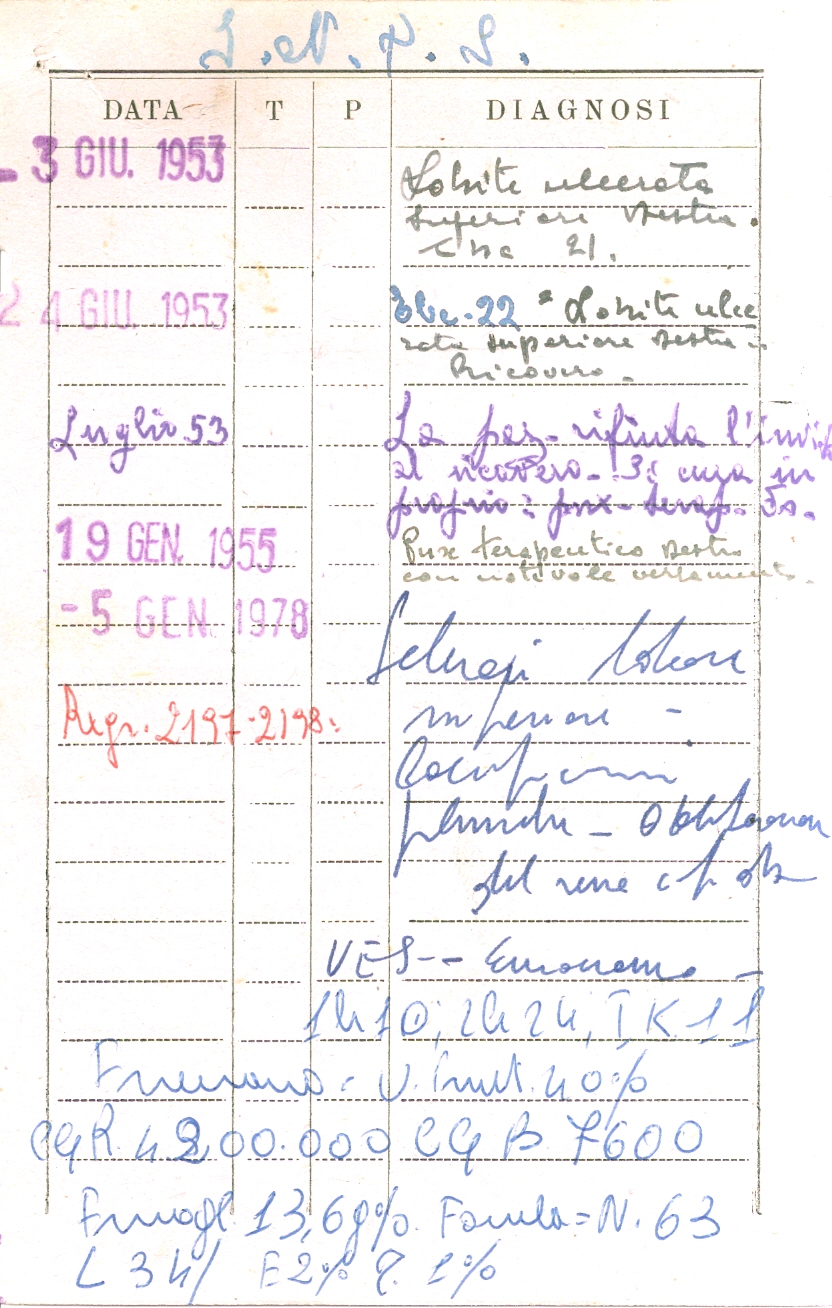
Schedino anagrafico CPA Brindisi (retro). Venivano riportate le visite effettuate dal paziente con i dati più significativi.

Essi sorsero allo scopo di promuovere e agevolare l'impianto di opere necessarie alla lotta contro la tubercolosi; di coordinare e disciplinare il funzionamento delle opere esistenti nella provincia a tale scopo; di vigilare sulla protezione e l'assistenza sanitaria e sociale dei malati; di integrare con i propri mezzi l'azione delle istituzioni antitubercolari.
Organi esecutivi dei Consorzi erano i Dispensari, finalizzati a individuare i casi di tubercolosi (anche in forme latenti), all'educazione sanitaria e alla profilassi, all'assistenza morale e materiale ai malati (con particolare riguardo ai bambini, avviati alle colonie marine e montane), all'attività di propaganda, alla raccolta di dati per le statistiche e alla promozione di studi e ricerche.
In Italia fu istituita inoltre, nel 1922, la FNILT Federazione Nazionale Italiana per la lotta contro la Tubercolosi  , come organo di collegamento dei 28 Consorzi Provinciali Antitubercolari esistenti e di unificazione delle associazioni operanti nel campo degli studi e dell'azione socio sanitaria antitubercolare. La Federazione ha svolto la sua attività per la prevenzione della tubercolosi, a carattere scientifico, culturale e divulgativo in stretto collegamento con le omologhe istituzioni straniere.

### Vaccini
Nella lotta alla tbc furono inventati due vaccini.
Il primo fu quello  all'italiana (come lo si definiva all'epoca) , costituito da micobatteri uccisi al calore messo a punto dalla scuola di Edoardo Maragliano. Fu utilizzato sull'uomo nei primi due decenni del Novecento. Il vaccino italiano ebbe due evoluzioni . Negli anni Venti-Trenta ci fu l'Anatubercolina Integrale Petragnani (AIP) messo a punto dal tisiologo e rettore Università di Siena,  Giovanni Petragnani sull'esperienza precedente. Infine, dal 1938 al 1976 il VDS Vaccino Diffondente Salvioli del professor Gaetano Salvioli dell'Università di Bologna.
Il secondo vaccino anti tbc, definito  alla francese, è stato, ed è il BCG (Bacillo di Calmette-Guérin), sviluppato sul principio opposto a quello italiano. Il BCG è costituito da micobatteri vivi, ma attenuati. Il BCG fu sviluppato da Albert Calmette e Camille Guérin all'Istituto Pasteur in Francia tra il 1908 e il 1921. I primi esperimenti del BCG sull'uomo avvennero nel 1921 in Francia.
Il BCG fu scelto in via definitiva dal Ministero della Salute italiano nel 1976

### Trattamenti
In questi anni, alcune pratiche chirurgiche, quali lo pneumotorace terapeutico o la tecnica di piombaggio, che consisteva nel fare collassare il polmone infetto per tenerlo a “riposo” e permettere alle lesioni di guarire- furono usate per curare la tubercolosi. Lo pneumotorace non era una nuova tecnica. Nel 1696 Giorgio Baglivi riportò un miglioramento generale dei malati di tubercolosi dopo che avevano subito un colpo di spada sul petto. F.H. Ramadge indusse il primo pneumotorace terapeutico con successo nel 1834, e riportò che il paziente era successivamente guarito. In Italia furono le teorie di Carlo Forlanini (1885 e 1888) con la progressiva affermazione dello pneumotorace terapeutico per il trattamento della tisi polmonare che resero indipendente la prima branca autonoma della pneumologia, la tisiologia, che ebbe un ruolo determinante per contenere prima e controllare poi la malattia tubercolare.
Nel 1880 io proposi di curare la tisi polmonare con lo pneumotorace artificiale. Le ragioni della
mia proposta erano due: primo; della natura del processo tisiogeno io ho un concetto che
differisce sostanzialmente da quello che ne hanno tutti: per me il processo distruttivo del
polmone ha per fattore principale lo stato di tensione forzata a cui il tessuto è sottoposto: una raccolta
pleurica liquida o gassosa non importa, che detenga il polmone, arresta il processo: secondo, i
fatti confermano queste vedute: l'osservazione clinica prova che i versamenti pleurici, i piopneumotorace,
possono rallentare il decorso della tisi, possono arrestarlo ed anche guarirlo, se il volume della
raccolta ed il tempo in cui dura sono sufficienti.
Nell’ultimo Congresso internazionale io presentai due casi esemplari di questa natura: nel primo la guarigione chiamiamola pure clinica, durò due anni: poi l’ammalato soccombette ad altra malattia: nel secondo si mantiene anche oggi e sono ormai quasi dieci anni.
Nello stesso Congresso presentai anche dei preparati i quali indicano il meccanismo di queste guarigioni: erano sezioni di polmone d’un tisico nel quale uno piopneumotorace arrestò, guarì anzi, il processo e che soccombette quattro anni dopo alla tisi dell’altro polmone, esistente già quando si produsse lo pneumotorace: il polmone era ridotto ad una massa cicatriziale di fasci di connettivo compatto intrecciati irregolarmente, nelle cui maglie giacevano dei focolai necrotici, ultimo residuo dell’antico processo.
Con questi preliminari eseguii quest’anno, per la prima volta, lo pneumotorace nelle condizioni volute
dal problema: in un caso cioè di tisi, bensì avanzata, ma monolaterale: è appena necessario avvertire
che non potendo eseguire lo pneumotorace d’ambo i lati, sono appena questi i casi suscettibili di
cura.
La ragazza M. G. di 17 anni, nubile, entra in clinica il 16 ottobre 1894. La sua malattia incominciò due anni prima con una broncorragia iniziale, dopo la quale si svolse gradatamente la forma comune della sindrome locale e generale della tisi polmonare. Al suo ingresso la M. G. era febbricitante: il ricambio assai scaduto: amenorroica; espettorato abbondante, purulento pretto, con bacilli assai numerosi. Localmente, tisi in periodo avanzato del polmone destro: sono colpiti principalmente i lobi superiore e medio, ma non ne è immune il lobo inferiore: nella regione scapolare e nella infraclavicolare si raccolgono i segni classici di una escavazione, la quale, per ciò solo che i suoi segni erano apparenti sulla parete anteriore e sulla posteriore del torace, doveva essere di un volume ragguardevole:
attorno a questa altre ulcerazioni minori, epatizzazione del parenchima, ecc.: margine polmonare inferiore
destro mobile, quindi pervietà della pleura. Polmone sinistro normale: nessuna complicazione.
Provoco subito lo pneumotorace con azoto filtrato e colla tecnica che esposi al congresso internazionale;
poi con successive introduzioni nei giorni seguenti, ne aumento il volume sino ad ottenere il
silenzio stetoscopico sul polmone destro: e così lo mantengo fino ad oggi sostituendo l’azoto quando
a quando, man mano che viene riassorbito.
Ed ecco ora quanto si osservò nell’anno di tempo così trascorso.
Lo pneumotorace ed i poco ragguardevoli spostamenti dei visceri circostanti sono perfettamente tollerati:
la pleura non dà reazione di sorta. Cessazione della febbre: ricomparsa della mestruazione.
Diminuzione e poi scomparsa della tosse e dell’espettorato: questo comincerà a modificarsi e farsi
sempre più mucoso di carattere, poi cessò: parallelamente diminuirono gradatamente i bacilli; il 27
febbraio erano scomparsi, ed esami ripetuti periodicamente in seguito, finché si ebbe espettorato,
dimostrarono definitivamente la scomparsa. Miglioramento del ricambio, più spiccato dopo che l’ammalata,
chiusa la clinica in luglio, si recò in montagna a 1300 m. s. m. Qui stette due mesi, aumentò
di chilogrammi 5 e fece numerose passeggiate, fra cui ascensioni con dislivelli fra 600-700 m.
Localmente nessun nuovo reperto all’infuori di quello del pneumotorace: suono di scatola pieno,
grave, su tutta la proiezione pleurica, e silenzio stetoscopico assoluto.
Soggettivamente l’ammalata si sente bene come prima di ammalarsi, ed ora si è allogata al servizio di
una famiglia adempiendovi le sue mansioni senza difficoltà.
Si è costituito insomma uno stato di cose che si può considerare come una guarigione clinica della
tisi. Io ignoro se sia compiuto il processo di connettivazione, di sclerosi del polmone; però io, a buon
conto, intrattengo il pneuomotorace introducendo da 250 a 300 cc. di azoto, una volta ogni mese e
mezzo; e ciò, da una parte, perché dovessi supporre che il processo di connettivazione del polmone
sia assai lento, e dall’altra parte perché, come dissi, lo pneumotorace è ben tollerato soggettivamente, pressoché inavvertito dalla ammalata, e l’eseguirlo è atto operativo di non maggiore entità di quello d'una semplice iniezione ipodermica.
Il valore che il caso può avere lo ha per due aspetti: quello della terapia e quello dello studio dell'essenza della tisi polmonare.
Per la terapia, il caso tende a provare che la tisi polmonare anche avanzata purché monolaterale, può essere guarita dallo pneumotorace artificiale: Si potrà dire che casi simili sono rari: ma è facile osservare che nella tisi lenta, l’inizio è per lo più monolaterale e tale si mantiene per un certo tempo. Io poi aggiungo che lo pneumotorace svolge un’azione benefica anche sulla tisi dell'altro lato purché non avanzata: Nei due casi che comunicai al Congresso internazionale la tisi era bilaterale e la guarigione
dello piopneumotorace fu completa, voglio dire d’ambo i lati. Altri casi, che ho tuttora in osservazione
di pneumotorace artificiale, la tisi è bilaterale e tuttavia ottenni già risultati veramente notevoli.
Per rispetto allo studio scientifico della natura della tisi, il caso che ho riferito, i due casi comunicati
al Congresso internazionale, i due casi di tisi bilaterale a cui ora accennavo, l’osservazione clinica antica
dell’influenza inibitrice sul processo tisiogeno delle raccolte pleuriche, ed infine la perfetta corrispondenza
fra questi fatti ed il modo col quale, a priori, io sono venuto ad interpretare il processo tisiogeno, mi introdurrebbero ad abbozzare alcune conclusioni. Ma queste sarebbero in così stridente contrasto colla dottrina attuale della tisi che io debbo impormi per ora, il maggior riserbo. Perciò mi limito alla semplice esposizione dei fatti, perché i fatti sono la verità assoluta, e mi astengo da ogni deduzione dottrinale.»
("Tratto dalla “Gazzetta medica di Torino” 1895 n. 41 e V Congresso di Medicina Interna Roma 1895 Pubblicato dalla Clinica medica propedeutica della R. Università di Torino")

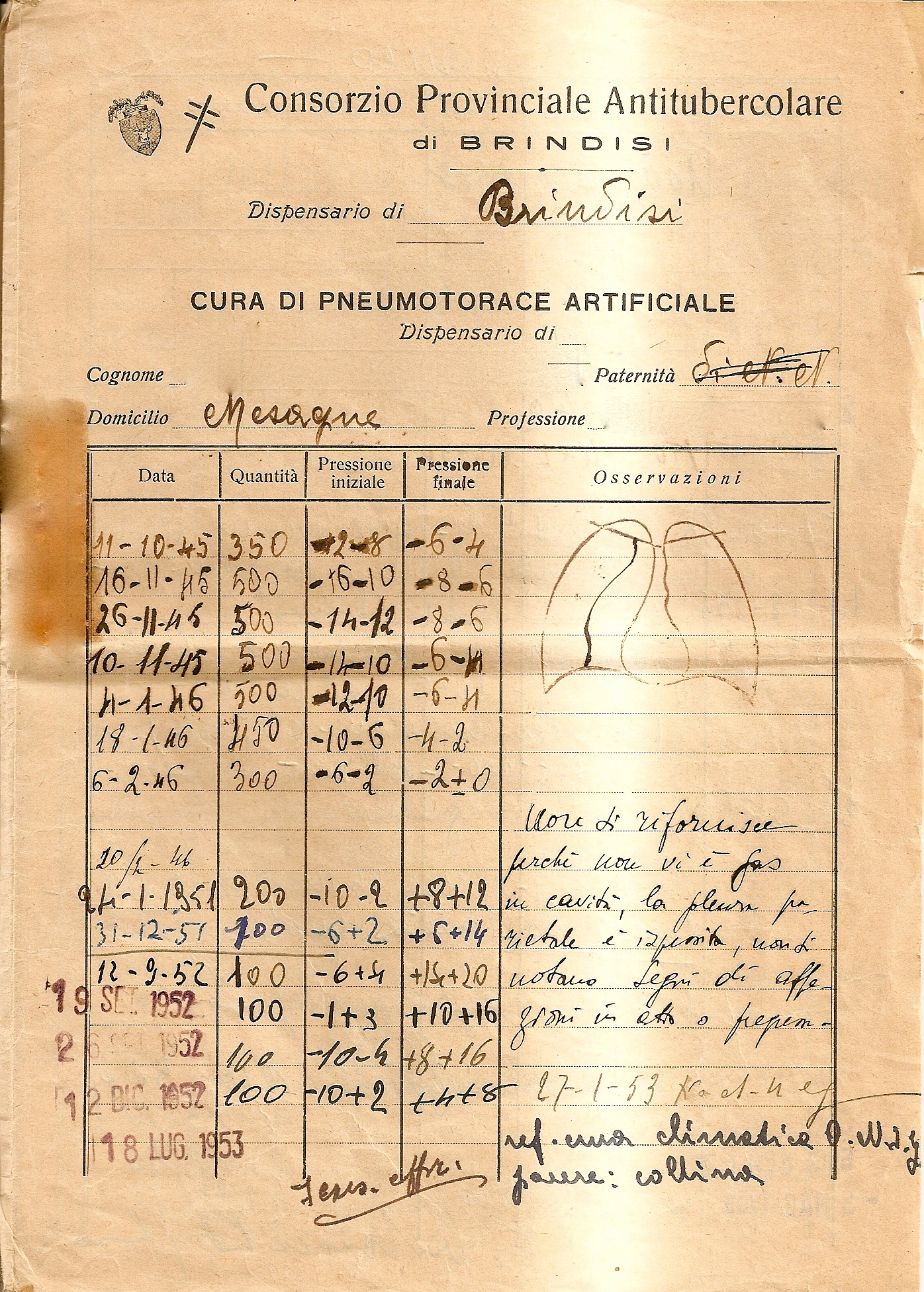
Scheda di Pneumotorace artificiale del CPA di Brindisi. Venivano trascritte le pressioni rilevate nel cavo pleurico prima e dopo il trattamento.

Fu nel ventesimo secolo, comunque, che gli scienziati cercarono di investigare con rigore l'efficacia di questa procedura. Nel 1939 il "British Journal of tuberculosis" pubblicò uno studio di Oli Hjaltested e Kjeld Torning su 191 pazienti che avevano subito la procedura tra il 1925 e il 1931; nel 1951, Roger Mitchell pubblicò diversi articoli sui risultati terapeutici di 557 pazienti curati tra il 1930 e il 1939 al Trudeau Sanatorium nel Saranac Lake. La ricerca di cure mediche, comunque, continuò incessantemente.
Infatti nel 1944 Albert Schats, Elizabeth Bugie e Selman Waksman isolarono lo Streptomyces griseus e scoprirono la streptomicina, il primo antibiotico e primo agente batterico efficace contro il M. tuberculosis. Questa scoperta è generalmente considerata l'inizio dell'era moderna della tubercolosi, anche se la vera rivoluzione comincia qualche anno dopo, nel 1952, con lo sviluppo dell'isoniazide, il primo farmaco micobattericida orale. L'avvento della Rifampicina nel 1970 accelerò i tempi di ricovero e ridusse in modo significativo il numero di casi di tubercolosi fino al 1980.

### La ricomparsa della tubercolosi
Le speranze che la malattia potesse essere completamente eliminata si frantumò nel 1980 con la crescita di ceppi resistenti ai farmaci. I casi di tubercolosi in Inghilterra che erano circa 117000 nel 1913 nel 1987 erano diminuiti a circa 5000. Però questo trend in diminuzione si è arrestato all'inizio del ventunesimo secolo quando i casi di tubercolosi sono aumentati a 6300 nel 2000 e 7600 casi nel 2005. A New York l'eliminazione di istituzioni per la salute pubblica e l'emergenza dell'HIV, ha portato ad una recrudescenza della TB verso la fine del 1980: il numero di pazienti che non riuscivano a completare la cura con i farmaci era alto. Per questo New York ha dovuto affrontare una nuova emergenza: più di 20000 pazienti con TB con ceppi multidrug-resistant (resistenti a entrambi i farmaci: rifampicina e isoniazide).
In risposta alla recrudescenza della tubercolosi, l'Organizzazione Mondiale della Sanità ha emesso una dichiarazione di emergenza sanitaria globale nel 1993. Ogni anno, è stimato nel mondo circa mezzo milione di nuovi casi di tubercolosi multidrug-resistant (MDR-TB).

### Libri
- Ackerknecht, Erwin Heinz, A Short History of Medicine, JHU Press, 1982, ISBN 0-471-06762-8.
- Ancell, Henry, A Treatise on Tuberculosis: The Constitutional Origin of Consumption and Scrofula, Longman, Brown, Green & Longmans, 1852.
- Aufderheide, Arthur C.; Conrado Rodriguez-Martin; Odin Langsjoen, The Cambridge Encyclopedia of Human Paleopathology, Cambridge University Press, 1998, ISBN 0-521-55203-6.
- Barnes, David S., The Making of a Social Disease: Tuberculosis in Nineteenth-century France, University of California Press, 1995, ISBN 0-520-08772-0.
- Bodington, George, An Essay on the Treatment and Cure of Pulmonary Consumption: On Principles Natural, Rational, and Successful ; with Suggestions for an Improved Plan of Treatment of the Disease Amongs the Lower Classes of Society, Longman, Brown, Green & Longmans, 1840.
- Bourdelais, Patrice; Bart K. Holland, Epidemics Laid Low: A History of what Happened in Rich Countries, JHU Press, 2006, ISBN 0-8018-8294-X.
- Brock, Thomas D., Milestones in Microbiology 1546 to 1940, ASM Press, 1999.
- Brock, Thomas d., Robert Koch: A Life in Medicine and Bacteriology, ASM Press, 1999, ISBN 0-910239-19-3.
- Daniel, Thomas M., Pioneers of Medicine and Their Impact on Tuberculosis, Boydell & Brewer, 2000, ISBN 1-58046-067-4.
- De Palma, Mario, La tubercolosi in Italia da 1882 al 1950- Scritti, Congressi, Sanatori, GPAnet Milano, 2003.
- Dubos, Rene Jules; Jean Dubos, The White Plague: Tuberculosis, Man, and Society, Rutgers University Press, 1987.
- Debus, Allen G., Chemistry and Medical Debate: Van Helmont to Boerhaave, Science History Publications, 2001, ISBN 0-88135-292-6.
- Elvin, Mark; Cuirong Liu; Tsʻui-jung Liu, Sediments of Time: Environment and Society in Chinese History, Cambridge University Press, 1998.
- Ghose, Tarun K.; P. Ghosh; S K Basu, Biotechnology in India, Springer, 2003.
- Gosman, Martin; Alasdair A. MacDonald, Arie Johan Vanderjagt, Princes and Princely Culture, 1450-1650: 1450 - 1650, BRILL, 2003, ISBN 90-04-13572-3.
- Macinnis, Peter, Bittersweet: The Story of Sugar, Allen & Unwin, 2002, ISBN 1-86508-657-6.
- Madkour, M. Monir; D. A. Warrell, Tuberculosis, Birkhäuser, 2004, ISBN 3-540-01441-1.
- Magner, Lois N., A History of the Life Sciences, CRC Press, 2002, ISBN 0-8247-8942-3.
- Otis, Edward Osgood, Pulmonary tuberculosis, W.M. Leonard, 1920.
- Porter, Roy, The Cambridge History of Medicine, Cambridge University Press, 2006, ISBN 0-521-55791-7.
- Shorter, Edward, Doctors and Their Patients: A Social History, Transaction Publishers, 1991, ISBN 0-88738-871-X.
- Shryock, Richard Harrison, National Tuberculosis Association, 1904-1954: A Study of the Voluntary Health Movement in the United States, Ayer Publishing, 1988, ISBN 0-405-09831-6.
- Waksman, Selman A., The Conquest of Tuberculosis, University of California Press Berkeley and Los Angeles, 1964.
- Whytt, R, Observations on the Dropsy in the Brain, Edinburgh, Balfour, Auld & Smellie, 1768.
- Yancey, Diane, Tuberculosis, Twenty-First Century Books, 2007, ISBN 0-7613-1624-8.
- Yang, Shou-zhong; Bob Flaws, The Divine Farmer's Materia Medica: A Translation of the Shen Nong Ben Cao Jing, Blue Poppy Enterprises, Inc., 1998.
- Zysk, Kenneth G., Medicine in the Veda: Religious Healing in the Veda, Motilal Banarsidass Publ., 1998, ISBN 81-208-1400-2.

### Articoli
- Billings FT, Hillman JW, Regen EM, Spleleologic Management of Consumption in Mammoth Cave, An Early Effort in Climatologic Therapy, in Trans Am Clin Climatol Assoc, vol. 68, 1957,  pp. 10–15, PMC 2248950, PMID 13486602.
- Bonah C, The 'experimental stable' of the BCG vaccine: safety, efficacy, proof, and standards, 1921–1933, in Stud Hist Philos Biol Biomed Sci, vol. 36, n. 4, 2005,  pp. 696–721, DOI:10.1016/j.shpsc.2005.09.003, PMID 16337557.
- Chalke HD, Some historical aspects of tuberculosis, in Public Health, vol. 74, n. 3, 1959,  pp. 83–95, DOI:10.1016/S0033-3506(59)80055-X.
- Comstock G, The International Tuberculosis Campaign: a pioneering venture in mass vaccination and research, in Clin Infect Dis, vol. 19, n. 3, 1994,  pp. 528–40, PMID 7811874.
- Daniel T, The impact of tuberculosis on civilization, in Infect Dis Clin N Am, vol. 18, n. 1, Basel, Karger, 2004,  pp. 157–65, DOI:10.1016/s0891-5520(03)00096-5.
- Koch R, Die Ätiologie der Tuberculose, in Berliner Klinischen Wochenschrift, vol. 15, 10 aprile 1882,  pp. 221–230.
- Maulitz RC, Maulitz SR, The King's Evil in Oxfordshire, in Med Hist, vol. 17, n. 1, 1973,  pp. 87–89, PMC 1081423, PMID 4595538.
- McCarthy OR, The key to the sanatoria, in J R Soc Med, vol. 94, n. 8, 2001,  pp. 413–7, PMC 1281640, PMID 11461990.
- McClelland C, Galen on Tuberculosis, in The Physician and Surgeon, vol. 31, Detroit and Ann Arbor, Keating and Bryant, settembre 1909,  pp. 400–404.
- Paolo W, Nosanchuk J, Tuberculosis in New York city: recent lessons and a look ahead, in Lancet Infect Dis, vol. 4, n. 5, 2004,  pp. 287–93, DOI:10.1016/S1473-3099(04)01004-7, PMID 15120345.
- Prat JG, SMFM Souza, Prehistoric Tuberculosis in America: Adding Comments to a Literature Review (PDF), in Mem Inst Oswaldo Cruz, vol. 98, Suppl. I, Rio de Janeiro, 2003,  pp. 151–159 (archiviato dall'url originale il 2 luglio 2007).
- Stivelman B, Address on tuberculosis, in J Nat Med Assoc, vol. 23, n. 3, 1931,  pp. 128–30.
- Wolfart W, Surgical treatment of tuberculosis and its modifications—collapse therapy and resection treatment and their present-day sequelae, in Offentl Gesundheitswes, vol. 52, 8–9, 1990,  pp. 506–11, PMID 2146567.
- Zink A, Sola C, Reischl U, Grabner W, Rastogi N, Wolf H, Nerlich A, Characterization of Mycobacterium tuberculosis complex DNAs from Egyptian mummies by spoligotyping, in J Clin Microbiol, vol. 41, n. 1, 2003,  pp. 359–67, DOI:10.1128/JCM.41.1.359-367.2003, PMC 149558, PMID 12517873.
- The Edinburgh Anti=Tuberculosis Scheme (PDF), in The British Journal of Nursing, vol. 52, 7 gennaio 1914,  p. 117.